# Ommatius perangustimus
Ommatius perangustimus är en tvåvingeart som beskrevs av Scarbrough 1990. Ommatius perangustimus ingår i släktet Ommatius och familjen rovflugor. Inga underarter finns listade i Catalogue of Life.